# Comendador Rubens de Paula Eduardo

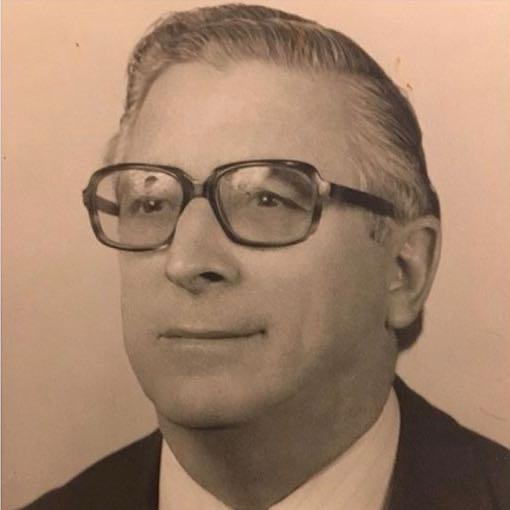
Administrador e proprietário da Fazenda Esperança.

Comendador Rubens de Paula Eduardo (Monte Alto, 12 de maio de 1919 - 13 de julho de 2001) foi um latifundiário e politico brasileiro. 

## Vida pessoal
Nasceu em 12 de maio de 1919, em Monte Alto, filho de Jeremias de Paula Eduardo e de Jandyra Corrêa de Paula Eduardo. Foi casado com Maria Rita Faria de Paula Eduardo, com quem teve quatro filhos: Mauricio, Ana Tereza, Fábio e Teresa Cristina. 
Estudou no Colégio Rio Branco, na capital paulista, e formou-se em Engenharia Agronômica, pela Faculdade De Engenharia Agronômica do Rio de Janeiro, fazendo extensão curricular na Holanda, anos mais tarde. 
Faleceu em 13 de julho de 2001. 

## Fazenda Esperança
Com o falecimento de seu pai, Coronel Jeremias de Paula Eduardo, cafeicultor e líder político de destaque em sua região, Rubens passou a administrar a principal propriedade da família, a Fazenda Esperança, em Vista Alegre do Alto. A fazenda era a sede do grupo cafeeiro, que envolvia outras sete fazendas entre os estados de São Paulo e Paraná. 
A Fazenda Esperança, no início do Século XX foi importante entreposto de café na região, com ligação estreita com o porto de Santos, para onde transferia além da sua produção, a de cafeicultores de menor porte. A propriedade realizava o financiamento de outros produtores da região, a estocagem do café produzido, seu beneficiamento, para posterior exportação do “CAFÉ DO BRASIL”.
Já a Fazenda Nova Esperança, localizada no Paraná, deu origem a cidade de Nova Esperança. Rubens foi precursor no plantio de café irrigado e gotejado início da década de 80 e na alimentação de terneiros da raça Holandesa com leite de soja. 

## Atuação politica
Foi diretor da Federação da Agricultura do Estado de São Paulo e sempre manteve forte ligação com o segmento cooperativista, tendo participado ativamente das atividades da Federação Meridional de Cooperativas Agropecuárias. Por quase 10 anos foi presidente das Cooperativas Holambra – Holambra I e Holambra II. Posteriormente a Holambra I, em Jaguariúna, foi transformada no Município de Holambra. 
Em 16 de setembro de 1980 foi homenageado e condecorado, através do então ministro da agricultura da Holanda, com a Comenda Cavalheiro da Ordem Van Orange e Nassau, pela Rainha de Holanda, por relevantes serviços prestados aos holandeses e às Holambras no Brasil. Teve papel relevante para a fundação da COOPERLUCAS, carinhosamente apelidada por ele de “Holambra III”, no estado do Mato Grosso, e que deu origem à cidade de Lucas do Rio Verde. Pelo conjunto de seu trabalho, foi agraciado com o título de Presidente Emérito das Cooperativas Holambra.    
Referencias
1. ↑  
CAMPO GRANDE. Lei nº 5.854, de 25 de agosto de 2017. Diogrande, 28 de agosto de 2017.
2. ↑  EXCURSÃO DO SR. SECRETARIO DA JUSTIÇA. Correio Paulistano, 1929. Disponível em: <https://memoria.bn.gov.br/docreader/DocReader.aspx?bib=090972_07&pagfis=34129>. Acesso em: 18 de dezembro de 2024
3. ↑  ALENCAR, Carlos Alberto de. Minha Terra e sua gente. O Imparcial, 2021. Disponível em: <https://www.oimparcialmontealto.com.br/artigos/minha-terra-e-sua-gente-40/>. Acesso em: 18 de dezembro de 2024.